# 賽克斯維爾 (馬里蘭州)
賽克斯維爾（英語：Sykesville）是一個位於美國馬里蘭州卡洛爾縣的市鎮。

## 人口
根據2020年美國人口普查的數據，賽克斯維爾的面積為4.11平方千米，當中陸地面積為4.10平方千米，而水域面積為0.01平方千米。當地共有人口4316人，而人口密度為每平方千米1,050人。